# تالبوت-لاگو
تالبوت-لاگو (انگلیسی: Talbot-Lago) شرکت خودروسازی فرانسوی بود، که در سال ۱۹۱۶ تأسیس شد.